# دم‌چارگوشی چشم‌کوچک
دم‌چارگوشی چشم‌کوچک (نام علمی: Tetragonurus cuvieri) نام یک گونه از سرده دم‌چارگوشی است.